# Danilo Popivoda
Danilo Popivoda (Lovćenac, 1º maggio 1947 – Bijela, 9 settembre 2021) è stato un calciatore jugoslavo, di ruolo attaccante.

## Palmarès

### Individuale
- Capocannoniere della Prva Liga: 1

1973-1974 (17 gol)